# 黃褐色
黄褐色是一種介於浅棕色至棕橙色之間的顏色。1912年出版的颜色标准和颜色命名法（Color Standards And Color Nomenclature）的数字化後的版本将黄褐色設定為AE6938。獅子身上的顏色就類似於黃褐色。